# سیدنی دارلینگتون
سیدنی دارلیتگتون (به انگلیسی: Sidney Darlington) (تولد:۱۸ ژوئیه ۱۹۰۶ نیوهمپشایر- مرگ: ۳۱ اکتبر ۱۹۹۷) یک مهندس الکترونیک و مخترع زوج دارلینگتون در سال ۱۹۵۳ می‌باشد. او اختراعاتی در زمینه نظامی نیز دارد.
دارلینگتون در سال ۱۹۲۹ به آزمایشگاه‌های بل پیوست که اولین سرپرست او «هندریک وید بود» بود.
دارلینگتون تا بازنشستگی اش در سال ۱۹۷۱ در آنجا ماند.
در سال ۱۹۴۵ مدال آزادی رئیس‌جمهوری، بزرگترین نشان افتخار ایالات متحده آمریکا، به خاطر فعالیت‌هایش در جنگ جهانی دوم به او اهدا شد. او همچنین عضو منتخب آکادمی ملی مهندسی نیز بوده‌است.
او در ۹۱ سالگی در خانه‌اش در نیوهمپشایر، ایالات متحده آمریکا از دنیا رفت.